# Canale di Kra

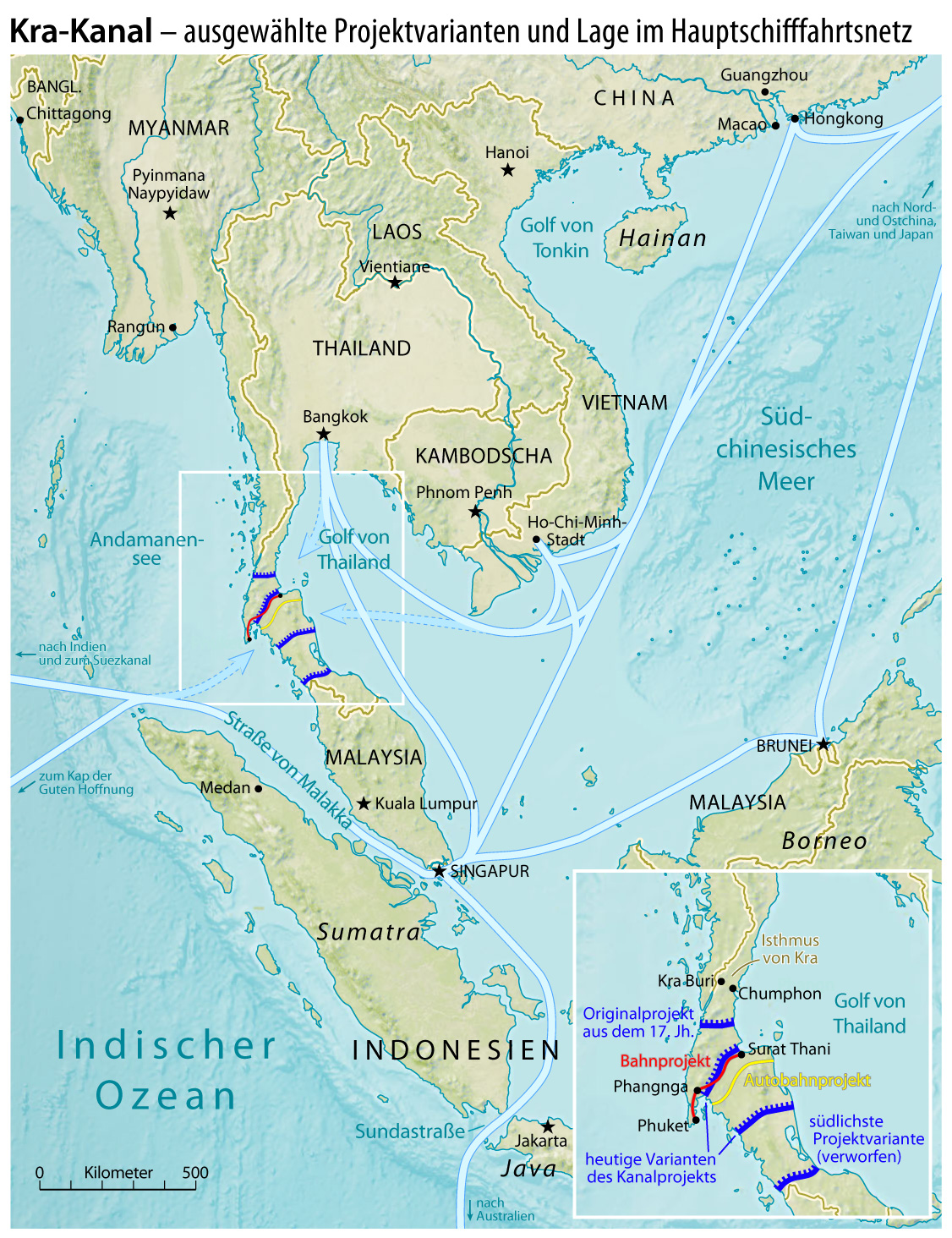
Mappa aggiornata al 2010 con alcuni dei diversi percorsi proposti per il canale e per le strade che lo sostituirebbero

Il canale di Kra (o canale thailandese) è un canale artificiale non ancora realizzato, la cui fattibilità fu per la prima volta allo studio nel XVII secolo. Dovrebbe attraversare l'istmo di Kra, collegando il Mar delle Andamane al golfo di Thailandia, abbreviando i tempi di viaggio via mare tra l'Estremo Oriente e l'Oceano Indiano evitando la circumnavigazione della penisola malese e il passaggio per lo stretto di Malacca, che richiedono lungo tempo.
L'opera accorcerebbe di oltre 1 100 chilometri il tragitto delle navi tra i pozzi petroliferi del Golfo Persico e i porti dell'Estremo Oriente, ma la sua realizzazione ha trovato impedimenti per gli alti costi che comporta, dovendo attraversare una zona prevalentemente montuosa con un percorso totale compreso tra i 42 e i 135 chilometri (a seconda dei vari tragitti proposti), per motivi geopolitici e per il suo devastante impatto ambientale.

## Storia
Già nel 1677 il re siamese Narai il Grande, interessato a sviluppare l'influenza militare di Ayutthaya e i traffici con l'Occidente, interrogò l'ingegnere francese de Lamar sulla possibilità di scavare un canale che collegasse le città di Songkhla e Marid, l'odierna Myeik in Birmania. La costruzione del canale, tuttavia, fu giudicata da de Lamar troppo ardua per i mezzi disponibili all'epoca. Nel 1793, l'idea di un canale che tagliasse l'istmo di Kra tornò attuale quando il fratello minore di Rama I osservò che sarebbe stato più comodo per mandare tempestivamente delle navi da guerra in difesa delle popolazioni sul lato occidentale dell'istmo.
Nel XIX secolo, uno dei motivi che ostacolò il progetto fu la minaccia dei Paesi colonialisti europei, che avrebbero tratto vantaggio dal canale nei loro propositi di assoggettare i paesi dell'Estremo Oriente, a quel tempo nettamente inferiori da un punto di vista militare. Sia i britannici, che ne avrebbero tratto vantaggio dopo aver colonizzato la Birmania, sia i francesi, intenzionati a espendere la propria influenza nella regione, studiarono in quel periodo la possibilità di costruirlo. La Compagnia britannica delle Indie Orientali fece pressioni per la costruzione del canale dopo la conquista britannica della Birmania nel 1863, la città di Kawthaung divenne il punto più meridionale del Paese, situata sull'estuario del fiume Kraburi: furono mandate varie compagnie a investigare sull'effettiva realizzabilità del canale, ma sempre con esiti negativi. Nel 1882, Ferdinand de Lesseps (costruttore del canale di Suez) visitò l'area, ma il re siamese gli impedì di fare studi approfonditi.
Nel 1897 fu finalmente raggiunto un accordo fra il Regno Unito e il Siam per impedire la costruzione di un canale sull'istmo, che avrebbe intaccato l'importanza economico-strategica del porto di Singapore, a quel tempo in mano ai britannici. Anche una proposta del Giappone degli anni 1930 fu accantonata per volere dei britannici. Dopo la seconda guerra mondiale, il Regno Unito siglò un nuovo trattato con la Thailandia, che si impegnò a non far costruire alcun canale nell'istmo senza il permesso britannico, trattato che fu revocato dal governo thailandese nel 1954. Negli anni successivi varie altre proposte furono presentate, che indicavano percorsi diversi per la costruzione del canale; nel 1983 vi fu quella pubblicata in una rivista statunitense legata al politico Lyndon LaRouche, vi fu quindi la controversa proposta di un consorzio giapponese che suggeriva l'utilizzo di testate nucleari per gli scavi. Negli anni 1990 fu dato il via alla costruzione della strada statale 44 per sostituire il canale, con carreggiate lontane tra loro per far posto a una ferrovia e a un eventuale oleodotto. Qualche anno dopo una società giapponese condusse uno studio di fattibilità e propose un canale di 48 chilometri al costo di 20 miliardi di dollari.
Nel 2002, il governo di Thaksin Shinawatra formò una commissione incaricata di studiare la fattibilità del canale, che fu sciolta dopo il colpo di Stato militare del 2006. Nel 2005 arrivò la proposta del governo cinese che prevedeva l'utilizzo di 30 000 operai cinesi e la consegna dei lavori in 10 anni per un costo compreso tra i 20 e i 25 miliardi di dollari. Il governo thailandese accettò a condizione che fossero approfonditi gli studi di fattibilità, ma la proposta non ebbe seguito. Nel 2009, durante il governo della sorella di Thaksin Yingluck Shinawatra, un nuovo studio fu portato avanti da un'azienda cinese, che a sua volta fu dismesso dopo il colpo di Stato del 2014. Nel 2015 fu affidato lo studio di fattibilità a un'altra azienda cinese, ma il governo cinese e quello thailandese negarono che fossero stati firmati accordi ufficiali.
Nel 2016, il primo ministro e dittatore Prayut Chan-o-cha fece sapere di essere preoccupato per l'insurrezione nella Thailandia del Sud e che quindi non avrebbe mai permesso la costruzione del canale, facendo costruire al suo posto un'autostrada e una ferrovia. In seguito fu invece istituita durante il suo secondo mandato una nuova commissione parlamentare per studiare la fattibilità del progetto. Nel settembre 2020, il presidente della commissione annunciò che lo studio era quasi completato e sarebbe quindi stato dibattuto in Parlamento. Fece sapere che riguardava due canali paralleli da costruire nelle province di Trang, Nakhon Si Thammarat e Songkhla e che oltre 30 aziende di vari paesi si erano proposte per costruirli, per finanziare il progetto e per dare assistenza tecnica. Si diceva inoltre fiducioso sulla possibilità di vedere finalmente partire il progetto malgrado gli ostacoli frapposti da alcuni paesi contrari alla sua realizzazione.